# Ondřej Mrzílek
Ondřej Mrzílek (* 18. prosince 1973 Praha) je český římskokatolický duchovní – jáhen. Je koordinátorem církevního školství v pražské arcidiecézi a ředitelem Arcibiskupského gymnázia v Praze.

## Život
Narodil se v Praze, vystudoval teologii na Cyrilometodějské teologické fakultě Univerzity Palackého v Olomouci, školský management, management vzdělávání a výchovné poradenství na Pedagogické fakultě Univerzity Karlovy v Praze.
Od roku 2010 je jáhnem Pražské arcidiecéze, jeho světitelem byl v Berouně biskup Václav Malý, kde v místní římskokatolické farnosti také vykonává svou jáhenskou službu. V letech 2000–2020 vyučoval náboženské vzdělávání na Základní škole sv. Voršily v Praze. Od roku 2000 působil současně na Arcibiskupském gymnáziu, na kterém se v roce 2007 stal zástupcem ředitele a od roku 2020 jeho ředitelem. Na Arcibiskupství pražském je Koordinátorem církevního školství. Za jeho působení byla vypracována úspěšná strategie vzdělávání a výchovy v Pražské arcidiecézi. Za zřizovatele zasedá v radě školské právnické osoby zřizovaných škol, např. Veselé školy – církevní základní školy a základní umělecké školy na Praze 1. K otázkám v oboru školství, církevního školství, či výuky náboženství ve školách se vyjadřuje v tisku, či jako host České televize.
Od roku 2007 je magistrálním rytířem Suverénního řádu Maltézských rytířů a za zřizovatele je tak předsedou rady školské právnické osoby Vyšší odborné školy zdravotnické Suverénního řádu maltézských rytířů. Na starosti má i Gymnázium Suverénního řádu maltézských rytířů ve Skutči, či Základní školu Maltézských rytířů v Kladně. Za svou činnost byl oceněn záslužným křížem pro Merito Melitensi, který je udělován osobám, které se zvlášť vynikajícím způsobem zasloužily o Maltézský řád.
K poctě blahoslaveného Karla Habsburského vysadil a pečuje o alej 32 stromů v projektu Sázíme Budoucnost. Podílí se na obnovení křížů a kaplí v krajině a účastní se obřadů jejich žehnání, např. slavnostní požehnání nově opravené kapličky Panny Marie v Libečově, „Nejtkova kříže“ nad Bítovem u Koněprus, roku 2017 žehnání nového kříže Svatojánské společnosti na Svatojánské skále, roku 2020 ve spolupráci s Pavlem Hobzou nově osadil Kříž za oběti a nemocné v čase epidemie koronaviru ve Vráži u Berouna.
S manželkou Janou Mrzílkovou, odbornou asistentkou Ústavu anatomie 3. LF UK, vychovali dvě děti.

### Ocenění
Roku 2021 mu byl rozhodnutím velmistra maltsko-pařížské obedience udělen záslužný kříž čestného společníka v hodnosti komandéra Vojenského a špitálního řádu svatého Lazara Jeruzalemského. Roku 2022 mu papež František udělil za pedagogickou činnost ve prospěch mládeže a za přínos k rozvoji katolického školství v pražské arcidiecézi vyznamenání Pro Ecclesia et Pontifice.